# Liste des cardinaux créés par Eugène IV
Le pape Eugène IV (1431-1447) a créé 27 cardinaux dans cinq consistoires.

## 19 septembre1431
- Francesco Condulmer, neveu du pape, protonotaire apostolique
- Angelotto Fosco, évêque de Cava

## 9 août1437
- Giovanni Vitelleschi, patriarche latin d'Alexandrie et archevêque de Florence

## 18 décembre1439
- Regnault de Chartres, archevêque de Reims
- Giovanni Berardi, archevêque de Tarento
- John Kemp, archevêque de York
- Niccolò d'Acciapaccio, archevêque de Capua
- Louis de Luxembourg, archevêque de Rouen
- Giorgio Fieschi, archevêque  de Gênes
- Isidore de Kiev, archevêque de Kiev des Rutheniens
- Bessarion, archevêque de Nicée des Grecs
- Gerardo Landriani Capitani, évêque de Côme
- Zbigniew z Oleśnicy, évêque de Cracovie
- António Martins de Chaves, évêque de Porto
- Pierre de Schaumberg, évêque d'Augsbourg
- Jean Le Jeune, évêque de Thérouanne
- Dénes Szécsi, évêque d'Eger
- Guillaume d'Estouteville, O.S.B.Clun., évêque d'Angers
- Juan de Torquemada, O.P., maître du palais apostolique.
- Alberto Alberti, évêque de Camerino

## 1er juillet1440
- Ludovico Trevisano, patriarche d'Aquilée
- Pietro Barbo, neveu du pape, protonotaire apostolique, élu pape Paul II

## 2 mai1444
- Alfonso de Borja, évêque de Valence, élu pape Calixte III

## 16 décembre1446
- Enrico Rampini, archevêque de Milan
- Tommaso Parentucelli, évêque de Bologne, élu pape Nicolas V
- Juan Carvajal, évêque de Plasencia
- Giovanni de Primis, O.S.B.Cas., abbé  du monastère de S. Paolo fuori le Mura, Rome